# Mārtiņš Kravčenko
Mārtiņš Kravčenko, né le 16 juillet 1985, à Riga, en République socialiste soviétique de Lettonie, est un ancien joueur letton de basket-ball. Il évolue au poste d'arrière.

## Palmarès
- EuroCoupe 2008